# Johngarthia malpilensis
Johngarthia malpilensis es una especie de cangrejo terrestre del orden Decapoda de la familia Gecarcinidae, emparentada de forma estrecha con Gecarcinus panamensis y con Johngarthia cocoensis. Anteriormente estaba incluido en el género Gecarcinus.

## Distribución geográfica
Johngarthia malpilensis es una especie endémica de la Isla de Malpelo, en el departamento del Valle del Cauca en Colombia.

## Morfología
Presenta coloraciones de naranja claro a blanco con vetas naranjas.